# Pseudoagnara
Pseudoagnara är ett släkte av kräftdjur. Pseudoagnara ingår i familjen Agnaridae.
Kladogram enligt Catalogue of Life:
| Pseudoagnara | \| \| Pseudoagnara abdalkurii \| \| \| \| \| \| Pseudoagnara wraniki \| \| \| \| |
|              | \| \| Pseudoagnara abdalkurii \| \| \| \| \| \| Pseudoagnara wraniki \| \| \| \| |
|              | Agnara                                                                           |
|              |                                                                                  |
|              | Pseudoagnara abdalkurii                                                          |
|              |                                                                                  |
|              | Pseudoagnara wraniki                                                             |
|              |                                                                                  |

|  | Pseudoagnara abdalkurii |
|  |                         |
|  | Pseudoagnara wraniki    |
|  |                         |